# Roundabout (песня)
«Roundabout» — первая по счёту композиция студийного альбома Fragile британской рок-группы Yes, выпущенного в январе 1972 года лейблом Atlantic Records. В этом же году укороченная версия «Roundabout» была выпущена в формате сингла (вместе с композицией «Long Distance Runaround» из того же альбома Fragile на обратной стороне), который достиг позиции #13 в Billboard Hot 100, #5 в Канаде, #4 во Франции и #10 в рейтинге «Top 100» журнала Cashbox. В 1974 году была выпущена (также в формате сингла) концертная версия этой композиции.

## История создания
Песня была написана в марте 1971 года, когда группа ехала на фургоне из Абердина в Глазго в ходе концертного тура после выхода The Yes Album. На пути им встретилось множество перекрестков с круговым движением. Во время поездки Андерсон курил марихуану, поэтому, по его словам, «всё было ярким и мистическим». Особенное впечатление на него произвели горы, вершины которых были скрыты облаками, из-за чего казалось, что «горы выходят из неба». Это вдохновило Андерсона и Хау написать песню о путешествии, которая отражала бы окружающие горы, пейзажи и круговое движение.

## Участники записи
- Джон Андерсон — ведущий вокал
- Крис Сквайр — бас-гитара, бэк-вокал
- Стив Хау — электрогитары, акустические гитары, бэк-вокал
- Рик Уэйкман — клавишные
- Билл Бруфорд — барабаны, перкуссия

## Наследие и влияние
«Roundabout» является одной из самых популярных и узнаваемых композиций группы Yes: она часто исполнялась на концертах (в том числе в 1990-е и 2000-е годы) и присутствует на многих сборниках группы.
В фильме 2003 года «Школа рока» персонаж Джека Блэка Дьюи Финн рекомендует эту песню и ее клавишное соло одному из своих учеников, говоря, что «она выбьет из вас всю классическую музыку».
В качестве заключительной композиции песня была использована в первом сезоне Phantom Blood и Battle Tendency (2012) и в последнем эпизоде шестого сезона Stone Ocean (2022) аниме-сериала JoJo’s Bizarre Adventure.
Также ее можно услышать в Grand Theft Auto 5 (издатель Rockstar Games) на внутриигровой станции Los Santos Rock Radio.
В 2017 году «Roundabout» прозвучала во время введения Yes в Зал славы рок-н-ролла. Песню исполнили вокалист Джон Андерсон, гитаристы Стив Хау и Тревор Рабин, клавишник Рик Уэйкман и барабанщик Алан Уайт. Умершего в 2015 году Криса Сквайра заменил басист Rush Гедди Ли.